# 余禎
余禎（？—1524年），字興邦，江西南昌府奉新縣人，明朝政治人物。

## 生平
成化十三年舉人余秉清之子，弘治十一年（1498年）戊午科江西鄉試舉人，正德九年（1514年）甲戌科進士。授工部主事，後改兵部武庫司主事。嘉靖三年（1524年）因大禮議中反對明世宗立生父為皇考，在左順門跪請更改旨意，被逮捕下詔獄，受杖刑而亡。隆慶元年（1567年）贈光祿寺少卿。